# Земуник-Горній
Земуник-Горній (хорв. Zemunik Gornji) — населений пункт у Хорватії, у Задарській жупанії у складі громади Земуник-Доній.

## Населення
Населення за даними перепису 2011 року становило 410 осіб.
Динаміка чисельності населення поселення:

## Клімат
Середня річна температура становить 13,96 °C, середня максимальна – 28,43 °C, а середня мінімальна – -0,33 °C. Середня річна кількість опадів – 903 мм.
| Клімат поселення                              | Клімат поселення | Клімат поселення | Клімат поселення | Клімат поселення | Клімат поселення | Клімат поселення | Клімат поселення | Клімат поселення | Клімат поселення | Клімат поселення | Клімат поселення | Клімат поселення | Клімат поселення |
| Показник                                      | Січ.             | Лют.             | Бер.             | Квіт.            | Трав.            | Черв.            | Лип.             | Серп.            | Вер.             | Жовт.            | Лист.            | Груд.            |                  |
| Середній максимум, °C                         | 10,71            | 11,84            | 14,58            | 17,75            | 22,28            | 25,98            | 28,43            | 27,88            | 23,99            | 19,64            | 14,04            | 11,10            |                  |
| Середня температура, °C                       | 5,20             | 6,30             | 9,06             | 12,22            | 16,76            | 20,45            | 23,82            | 23,28            | 19,40            | 15,03            | 9,44             | 6,50             |                  |
| Середній мінімум, °C                          | −0,33            | 0,78             | 3,56             | 6,70             | 11,24            | 14,93            | 19,23            | 18,68            | 14,79            | 10,43            | 4,84             | 1,89             |                  |
| Норма опадів, мм                              | 75               | 65               | 70               | 75               | 68               | 58               | 34               | 52               | 99               | 106              | 107              | 94               |                  |
| Середньомісячна швидкість вітру, м/с          | 2.42             | 2.56             | 2.79             | 2.70             | 2.35             | 2.16             | 2.19             | 2.05             | 2.18             | 2.27             | 2.73             | 2.64             |                  |
| Середньомісячна сонячна радіація, кДж/м²·день | 4984             | 7679             | 11309            | 16118            | 20335            | 22485            | 24186            | 20981            | 15486            | 9876             | 5398             | 4280             |                  |
| --------------------------------------------- | ---------------- | ---------------- | ---------------- | ---------------- | ---------------- | ---------------- | ---------------- | ---------------- | ---------------- | ---------------- | ---------------- | ---------------- | ---------------- |
| Джерело:                                      |                  |                  |                  |                  |                  |                  |                  |                  |                  |                  |                  |                  |                  |